# 青木商店 (果物店)
青木フルーツ株式会社（あおきフルーツ）は、福島県郡山市に本社を置く果物店、フルーツジュース店、菓子店をチェーン展開する企業。本項では、持株会社である青木フルーツホールディングス株式会社（以下、青木フルーツHD）についても言及する。

## 概要
1924年、ブドウ農家であった初代店主の青木松吉がバナナ問屋として創業。「フルーツ文化創造企業」を企業理念として掲げており、果物専門店「フルーツショップ青木」、「果汁工房 果琳」（以下、果琳と記す）をはじめとするフルーツジュース店、果物類で作ったタルトなどを扱う菓子店「フルーツピークス」などの事業を行っている。2017年12月には持株会社体制への移行により、純粋持株会社として青木フルーツHDを設立している。
2019年1月時点で、全業態合わせて211店舗を展開。海外では2018年に同国の大型商業施設サイアム高島屋に「Fruits Bar KARIN」を出店している。2019年現在の未出店または撤退した地域は鳥取県・高知県・長崎県・熊本県・大分県・宮崎県の6県。鳥取県は同県のイオンモール日吉津に出店していた果琳の店舗の閉店により撤退している。
なお青木フルーツホールディングス代表の青木信博は2014年9月、イギリスの大手会計事務所アーンスト・アンド・ヤング社による国際的な起業家表彰制度「EYアントレプレナー・オブ・ザ・イヤー賞」の東北地区大会において同賞を受賞している。

## 歴史
- 1924年5月：青木松吉が郡山駅前にバナナ問屋「青木商店」を開店[1][4]。
- 1950年5月：青木商店が法人化[4]。
- 1955年8月：卸売部門を分離独立、小売部門を果物専門店に変更[4]。
- 1964年5月：創業40周年を機に旧店舗を解体、小売部門充実のため本社ビルを新築[4]。
- 1970年4月：バナナ加工能力の大幅な向上を目的に、福島県地方卸売市場団地内に「青木バナナセンター」を新設[4]。
- 1977年5月：果物専門店が「フルーツショップ青木」としてリニューアル[4]。
- 2000年3月：「フルーツショップ青木」内にメロンセラーを新設[4]。
- 2002年6月1日：フルーツジュース専門店「フルーツバーAOKI」1号店をうすい百貨店内にオープン[4][9]、フルーツジュース用のフルーツ加工場として「フルーツファクトリー」を創業。
- 2004年2月： フルーツタルト専門店事業「ルヴェルジェ」をスタート。1号店である「中町店」をオープン[4]。
- 2008年11月：茨城県の商業施設イーアスつくば内に「フルーツバーAOKI イーアスつくば店」をオープンし、同県に進出。また、大型商業施設への出店はこれが初となる[4]。
- 2010年
  - 3月：会社および店舗のロゴマークを一新、新たにフルーツジュース店のブランド「果汁工房 果琳」を立ち上げる[4]。
  - 4月：「果汁工房 果琳」の店舗「イオン郡山フェスタ店」、「イオンモール下田店」がオープン[4]。
  - 11月：「フルーツショップ青木」、「ルヴェルジェ本店」をオープンと同時に本社を現所在地の郡山市八山田に移転[4]。
- 2011年6月：フルーツ原材料の供給拠点として、東京都大田市場内に東京支社を開設[4]。
- 2012年10月：新店開発の拠点として東京都台東区御徒町に東京オフィスを開設[4] 。
- 2013年11月：「タルトファクトリー川口」（埼玉県川口市）を操業[4] 。
- 2014年11月：本宮オフィス、本宮工場（フルーツファクトリー本宮／タルトファクトリー本宮）を開設[4] 。
- 2016年3月1日：「ルヴェルジェ」のブランド名を「フルーツピークス」に変更[4]。
- 2017年12月：純粋持株会社として「青木フルーツホールディングス株式会社」を設立。
- 2018年
  - 7月30日：タイに現地法人「アオキフルーツ（タイランド）」を設立[14]。
  - 11月9日：タイの商業施設「サイアム高島屋」に同社初の海外店舗「Fruits Bar KARIN」をオープン[10][11]。
- 2025年3月1日：社名を「青木フルーツ株式会社」に変更予定[15]。

## 店舗ブランド
フルーツショップ青木
福島県・宮城県・茨城県・東京都に7店舗を展開している果物専門店。
果汁工房 果琳（かじゅうこうぼう かりん）、フルーツバー青木、Wonder Fruits（ワンダーフルーツ）、V2&M
日本全国に展開するフルーツジュース専門店。店舗によって使用されるブランド名がそれぞれ異なっているものの、基本的なメニューは共通している。また、ジュース以外にもスムージーやフローズンヨーグルトを提供している。
FRUITS IN LIFE（フルーツインライフ）
東京・大手町にあったジュースバー。スロージューサーで絞って作るミックスジュースやスムージーを販売していたが、2019年3月20日に閉店。ちなみに大阪・堺にあるイオンモール堺北花田に果汁工房 果琳とのコラボ店舗がある。
フルーツピークス（fruits peaks）
福島県・宮城県・茨城県・埼玉県・東京都に15店舗を展開しているフルーツタルト専門店。店内にカフェが併設されており、タルトやパフェなどのスイーツメニューの他にもフードメニューが用意されている。

## その他
- 2011年5月発表の中期経営計画にて、株式の上場を目指していると発表されている[4]
- 磐越西線を走るイベント列車「フルーティア」で提供される菓子類のプロデュースを担当している[25]